# Lago di Rascino
Il lago di Rascino è un lago carsico montano, nel Cicolano (provincia di Rieti), nel territorio del comune di Fiamignano, posto sull'omonimo altopiano, alle falde sud-orientali del gruppo montuoso del Monte Nuria (Monti del Cicolano).

## Descrizione
Si tratta del residuo di un lago pleistocenico, oggi profondo non più di quattro metri e grande circa 28 ettari. Circondato da un canneto, insieme ad altri piccoli specchi d'acqua minori stagionali viene alimentato da una piccola sorgente che sgorga nella sua parte meridionale e da altre sorgenti sublacustri. Non avendo immissari, il bacino raccoglie le acque piovane e delle nevi con la presenza di inghiottitoi carsici che ne permette il deflusso.

### Flora e Fauna
- Luccio
- Tinca
- Scardola
- Carpa
- Persico
- Anguilla